# کلاید (نیوجرسی)
کلاید (به انگلیسی: Clyde) یک منطقهٔ مسکونی در ایالات متحده آمریکا است که در Franklin Township واقع شده‌است. کلاید ۰٫۹۹۳ کیلومتر مربع مساحت و ۲۱۳ نفر جمعیت دارد و ۳۵ متر بالاتر از سطح دریا واقع شده‌است.